# Музей Колумба
Музей Колумба  — історичний музей, розташований у місті Вальядолід (Іспанія).

## Історія
Музей заснований у 1965 р.
В Музеї знаходяться документи і спогади Христофора Колумба. Музей є культурним центром Вальядоліду, центром вивчення історії Америки колумбовської епохи.

## Музейні фонди
Експонати музею відтворюють атмосферу епохи, колоніальні і доіспанські мотиви корінного населення Америки, моделі кораблів і навігаційні інструменти, старинні рукописи, а також картини мексиканських майстрів живопису.

## Галерея

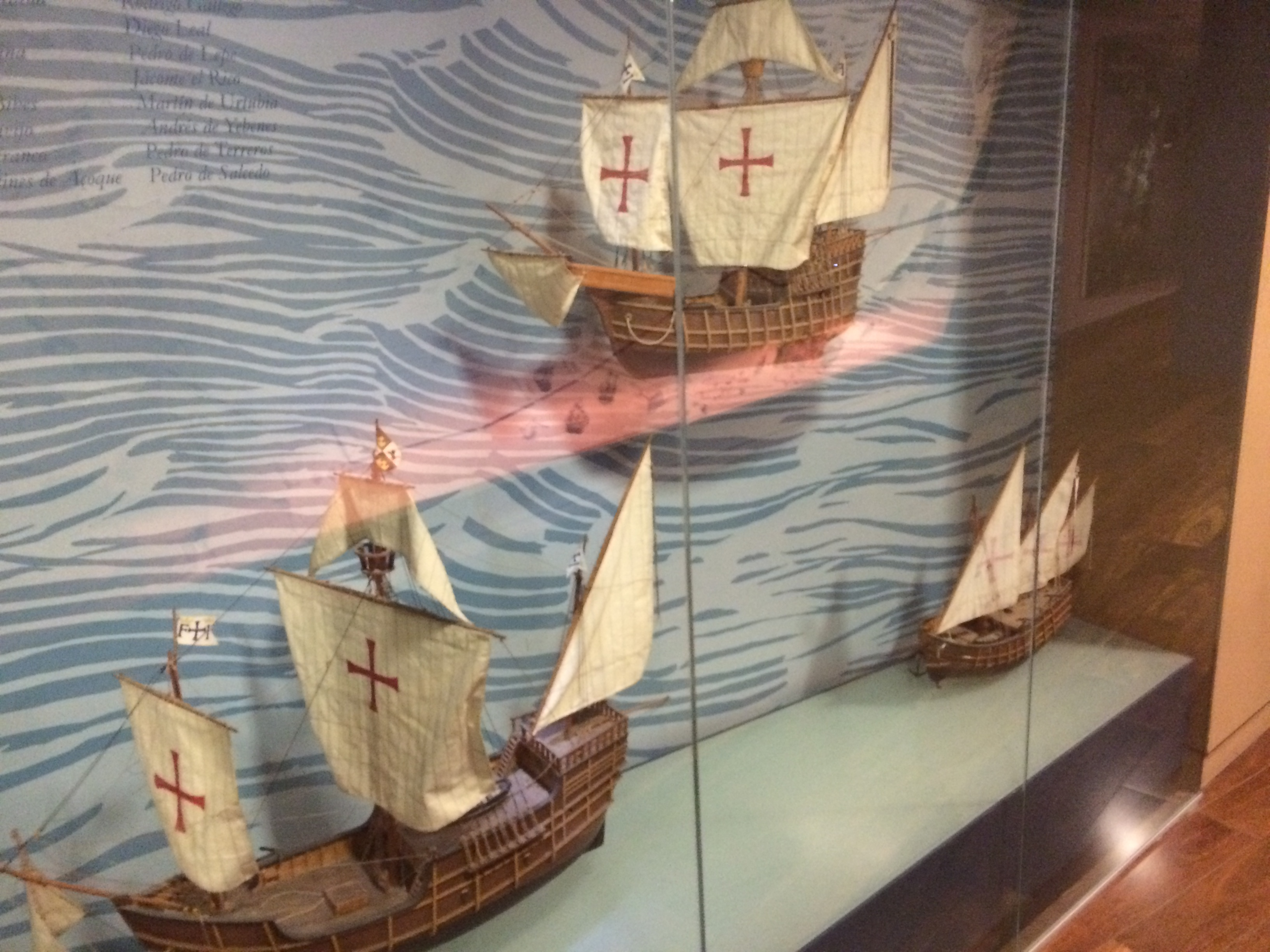
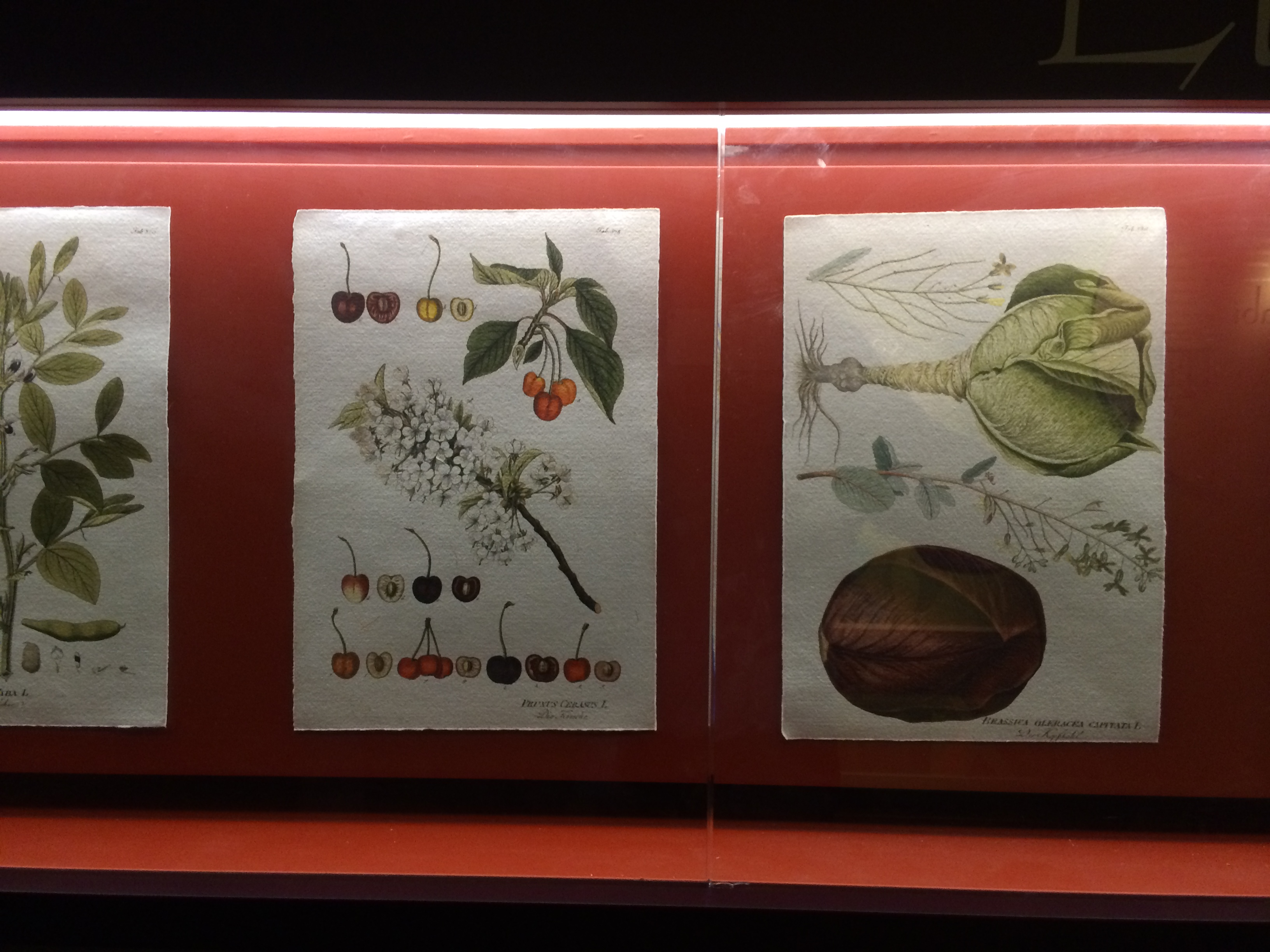
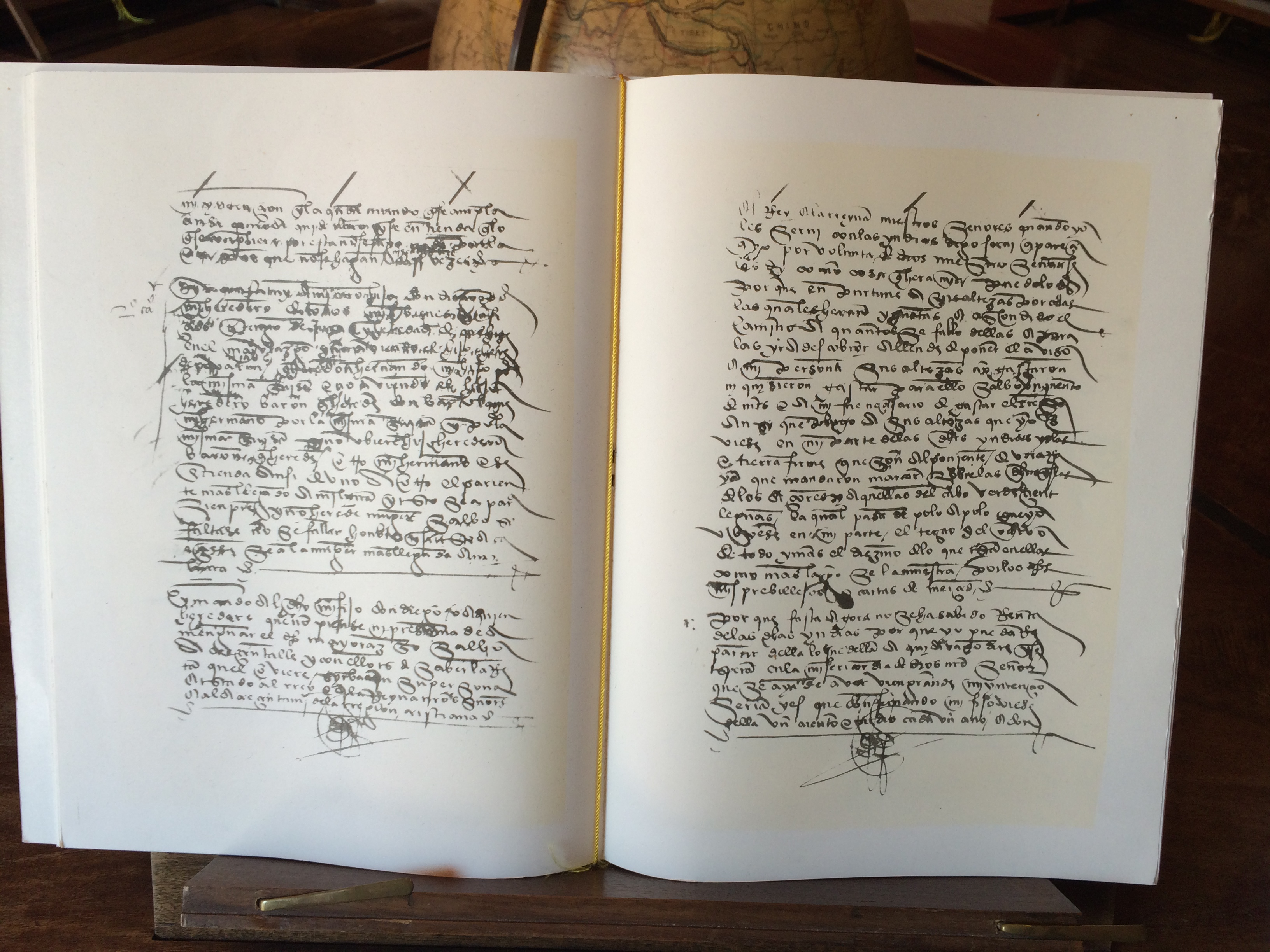
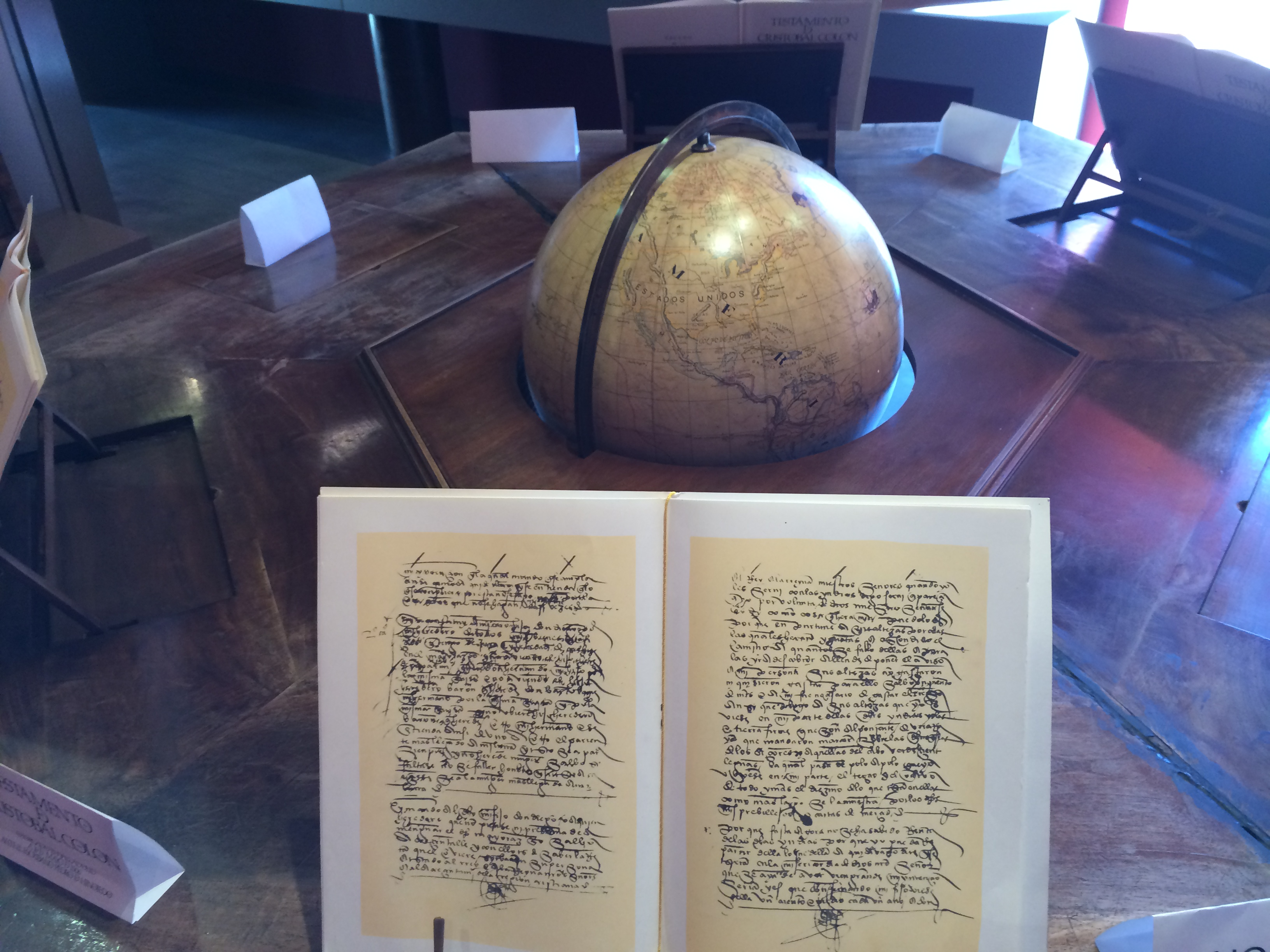
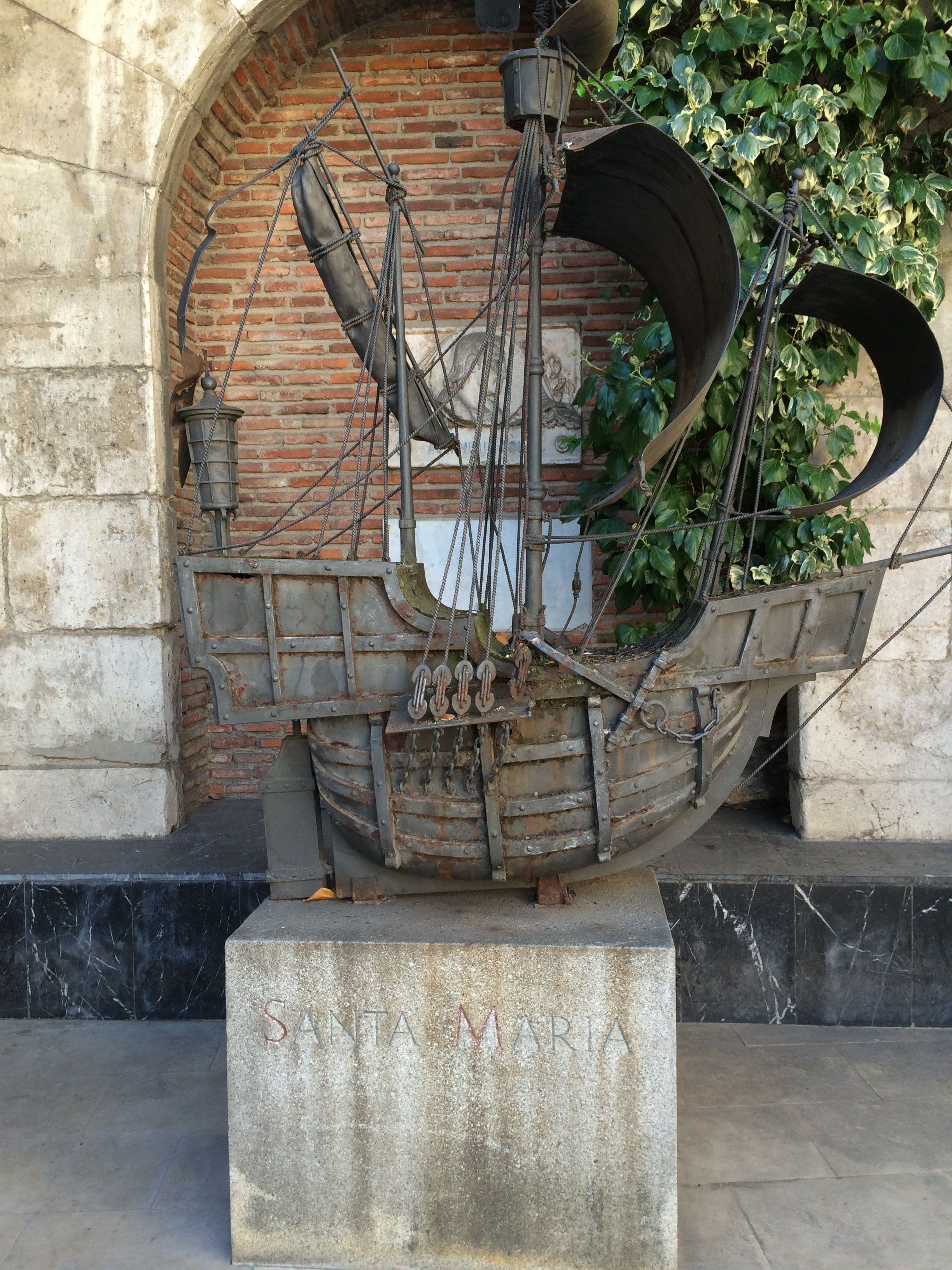
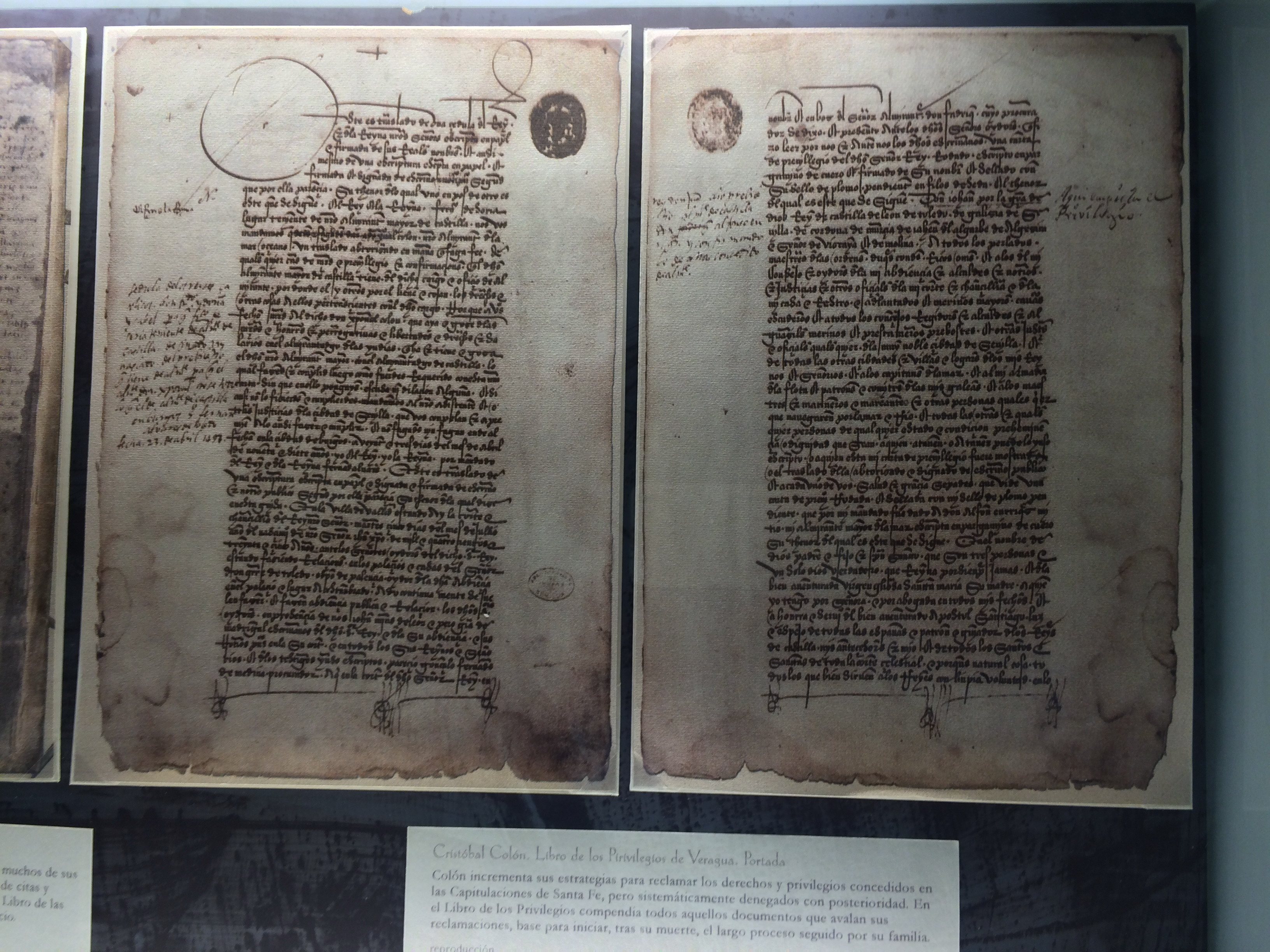